# Bayou Cane

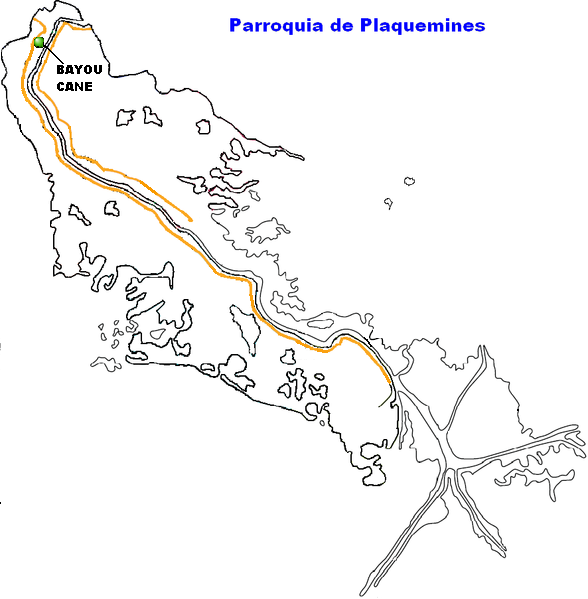
Localización de Bayou Cane en el mapa de la Parroquia de Plaquemines.

Bayou Cane es una pequeña comunidad ubicada sobre el delta del río Misisipi, dentro de la parroquia de Plaquemines, en el estado de Luisiana, Estados Unidos.

## Geografía
La localidad de Bayou Cane se localiza en 30°20′02″N 90°2′12″O / 30.33389, -90.03667. Esta comunidad posee sólo tres pies de elevación sobre el nivel del mar, convirtiéndola una zona proclive a las inundaciones. Su población se compone de menos de doscientos habitantes. Esta comunidad se localiza a 19 kilómetros de Nueva Orleans la principal ciudad de todo el estado, y a quinientos catorce kilómetros del aeropuerto internacional más cercano, el (IAH) Houston George Bush Intercontinental Airport.